# Víctor Bielich
Víctor Bielich (Lima, 7 de agosto de 1916-Lima, 13 de marzo de 1940) fue un futbolista peruano. Se desempeñaba en la posición de delantero.

## Trayectoria
Bielich comenzó a practicar fútbol en un equipo infantil denominado Piloto Olímpico, luego pasó al Juventud Perú y al Alianza Floral. En 1936 arribó a Universitario de Deportes, donde fue compañero de futbolistas como Teodoro Fernández, Mario Pacheco, Carlos Tovar y Alberto Baldovino. En 1938 pasó a formar parte del Deportivo Municipal, equipo en el que permaneció durante dos años y con el cual obtuvo un título. Víctor Bielich falleció el 13 de marzo de 1940 luego de sufrir un accidente automovilístico cuando se trasladaba desde la ciudad de Chincha hacia Lima junto con los futbolistas Alfonso Parró y Jesús Montero. Le faltaba poco para cumplir veinticuatro años. Bielich dejó a un hijo de tan solo 13 días de nacido, pues acababa de contraer nupcias recientemente con la joven Blanca Arteaga.
Sus restos mortales descansan en el Cementerio Presbítero Matías Maestro.

## Selección nacional
Fue internacional con la selección del Perú en cinco ocasiones y marcó cuatro goles. Debutó el 11 de agosto de 1938 en un encuentro válido por la segunda fecha del campeonato de fútbol de los Juegos Bolivarianos de 1938 ante la selección de Ecuador que finalizó con marcador de 9-1 a favor de los peruanos. Formó parte de la plantilla que obtuvo el título del Campeonato Sudamericano 1939. Su último encuentro con la selección lo disputó el 12 de febrero de 1939 en la victoria sobre Uruguay por 2-1.

### Participaciones en Juegos Bolivarianos
| Juegos                      | Sede     | Resultado |
| --------------------------- | -------- | --------- |
| Juegos Bolivarianos de 1938 | Colombia | Campeón   |

### Participaciones en el Campeonato Sudamericano
| Campeonato        | Sede | Resultado |
| ----------------- | ---- | --------- |
| Sudamericano 1939 | Perú | Campeón   |

## Clubes
| Club                      | País | Año       |
| ------------------------- | ---- | --------- |
| Piloto Olímpico           | Perú | 1923-1928 |
| Juventud Perú             | Perú | 1929-1934 |
| Alianza Floral            | Perú | 1935      |
| Universitario de Deportes | Perú | 1936-1937 |
| Deportivo Municipal       | Perú | 1938-1940 |

## Palmarés

### Campeonatos nacionales
| Título             | Club                | País | Año  |
| ------------------ | ------------------- | ---- | ---- |
| Campeonato Peruano | Deportivo Municipal | Perú | 1938 |

### Copas internacionales
| Título                  | Equipo             | Sede     | Año  |
| ----------------------- | ------------------ | -------- | ---- |
| Juegos Bolivarianos     | Selección del Perú | Colombia | 1938 |
| Campeonato Sudamericano | Selección del Perú | Perú     | 1939 |

### Distinciones individuales
| Distinción                               | Año  |
| ---------------------------------------- | ---- |
| Goleador de la primera división del Perú | 1938 |